# Katarzyna Tomiak-Siemieniewicz
Katarzyna Tomiak-Siemieniewicz (ur. w 1987 w Niedźwiedziu) – kapitan Sił Powietrznych, pierwsza w historii Polka, która została pilotem myśliwskim. 

## Życiorys
Jest absolwentką IV LO im. kpt. pil. Eugeniusza Horbaczewskiego w Zielonej Górze. W latach 2006–2011 studiowała w Wyższej Szkole Oficerskiej Sił Powietrznych („Szkole Orląt”) w Dęblinie. Ukończyła ją z tytułem magistra inżyniera. Po promocji oficerskiej na stopień podporucznika, 5 grudnia 2011 roku otrzymała przydział do 22 Bazy Lotnictwa Taktycznego w Malborku na stanowisko pilota w kluczu lotniczym eskadry lotniczej Grupy Działań Lotniczych.
Szkolenie techniczne z budowy i eksploatacji myśliwca MiG-29 przeszła w Centrum Szkolenia Inżynieryjno-Lotniczego w Dęblinie, zaliczenie przygotowań do lotów uzyskała w 23 Bazie Lotnictwa Taktycznego. W maju 2012 rozpoczęła szkolenie w powietrzu z instruktorem w samolocie treningowym MiG-29UB, a po pięciu miesiącach – 18 października 2012 roku odbyła swój pierwszy samodzielny lot za sterami  myśliwca MiG-29G (o numerze bocznym 4103), jako pierwsza spośród pilotów absolwentów dęblińskiej promocji 2011 roku, których skierowano do bazy w Malborku. 28 listopada 2014 roku odbyła swój pierwszy dyżur bojowy w systemie obrony Rzeczypospolitej i NATO. Jest pierwszą w Polsce kobietą pilotem myśliwskim.
W 2018 została bohaterką jednego z wideo promocyjnych NATO zrealizowanego w ramach kampanii „We are NATO”.
W 2018 miała wylatanych około 500 godzin na samolotach MiG-29 i około 750 godzin w powietrzu ogółem. 31 grudnia 2019 miała wylatanych w sumie ok. 1300 godzin. Lata również m.in. na Cessna 150, PZL-130 Orlik, TC-1 i PZL TS-11 Iskra.

## Życie prywatne
Wśród kolegów Katarzyna Tomiak-Siemieniewicz ma przydomek „Witch”. Ma męża Leszka, również pilota oraz dwóch braci.

## Nagrody i wyróżnienia
- Ppor. Katarzyna Tomiak została uhonorowana przez czytelników portalu lotniczapolska.pl tytułem „Kobieta Roku” w plebiscycie Lotnicze Orły 2012[12][13].
- W styczniu 2013 została nominowana do nagrody „Buzdygany 2012” miesięcznika „Polska Zbrojna”[5].
- 5 lutego 2018 została wyróżniona tytułem Pilota Roku przez dowódcę 22 Bazy Lotnictwa Taktycznego w Malborku płk. pil. mgr. inż. Mirosława Zimę[14][15].
- 5. miejsce w rankingu „Dziesiątka wybitnych kobiet w Wojsku Polskim 2018” Fundacji Kobiety dla Obrony i Bezpieczeństwa MILWOMEN.PL[15].